# Zalewski (cantante)
Krzysztof Zalewski-Brejdygant, noto semplicemente come Zalewski (Lublino, 24 agosto 1984), è un cantante, attore e conduttore radiofonico polacco.

## Biografia
Zalewski è salito alla ribalta dopo aver vinto la seconda edizione di Idol. Ha esordito nell'industria discografica sotto il nome d'arte di Zalef con l'album in studio Pistolet (2004), arrivato al 7º posto della OLiS.
Nel novembre 2013 è avvenuta la pubblicazione del secondo LP, Zelig, classificatosi 33º. Złoto, messo in commercio tre anni dopo, è stato il suo secondo album a entrare la top ten nazionale ed è stato certificato platino dalla Związek Producentów Audio-Video per le 30 000 unità equivalenti.
Zalewski śpiewa Niemena, uscito nel gennaio 2018, si è fermato al 4º posto della OLiS e ha ricevuto la certificazione d'oro dalla ZPAV. Ha vinto i suoi primi due Fryderyk nel marzo 2019.
I dischi successivi Zabawa (2020) e Zgłowy (2024) si sono entrambi piazzati alla 2ª posizione della graduatoria polacca; il primo ha inoltre superato le 30 000 vendite, venendo certificato platino, e gli ha fatto guadagnare quattro premi Fryderyk.
È stato il solista col maggior numero di Fryderyk vinti (3) alla gala annuale dei Fryderyk nell'aprile 2025, occasione in cui è stato riconosciuto come artista dell'anno. Eviva l'arte (2025), un duetto con Sanah diffuso a gennaio, ha segnato il suo primo ingresso nella hit parade digitale ed è stato certificato oro dalla ZPAV.

## Discografia

### Album in studio
- 2004 – Pistolet (come Zalef)
- 2013 – Zelig
- 2016 – Złoto
- 2018 – Zalewski śpiewa Niemena
- 2020 – Zabawa
- 2024 – Zgłowy

### Album dal vivo
- 2021 – MTV Unplugged

### Singoli
- 2013 – Skoro
- 2016 – Luka
- 2016 – Miłość miłość
- 2016 – Jak dobrze (feat. Natalia Przybysz)
- 2017 – Polsko
- 2017 – Podróżnik
- 2017 – Na drugi brzeg
- 2017 – Przyjdź w taką noc
- 2018 – Jednego serca'?
- 2019 – Kurier
- 2020 – Tylko nocą (solo o feat. Natalia Szroeder)
- 2020 – Annuszka
- 2020 – Zabawa
- 2020 – Lustra
- 2021 – Wszystko będzie dobrze
- 2021 – Na apatię
- 2021 – Nie będzie romansu (con Maria Dębska)
- 2021 – Ptaki/Romanca cherubina
- 2021 – Oczko w głowie
- 2022 – Wilk
- 2022 – Chmura (con Catz 'n Dogz)
- 2022 – O Tobie myśl
- 2023 – Rdza (con Skubas)
- 2023 – Płonąca stodoła
- 2023 – Człowiek jam niewdzięczny
- 2023 – Czas nie leczy ran (con Carnal)
- 2024 – Zgłowy
- 2024 – Kochaj
- 2024 – Roboty
- 2024 – Edith Piaf
- 2025 – Eviva l'arte (con Sanah)
- 2025 – Nastolatek
- 2025 – Nie umrzemy młodo (con Jacko Brango)

## Filmografia

### Cinema
- Historia Roja, regia di Jerzy Zalewski (2016)
- Bo we mnie jest seks, regia di Katarzyna Klimkiewicz (2021)
- Piosenki o miłości, regia di Tomasz Habowski (2021)
- Misie, regia di Mariusz Malec (2025)

### Televisione
- Mój agent – serie TV, 3 episodi (2023)
- Prosta sprawa – serie TV, 6 episodi (2024)